# 彼得·马丁森
彼得·马丁森（挪威語：Petter Martinsen，1887年5月14日—1972年12月27日），挪威男子竞技体操运动员。他曾代表挪威获得1912年夏季奥运会体操比赛男子团体自由式金牌。他于1972年在萨尔普斯堡去世。